# Olha por Mim
Olha por Mim foi um programa de televisão emitido aos sábados à noite na SIC transmitido de 16 de maio a 13 de junho de 2020 e narrado por Daniel Oliveira.
O conceito do programa é inspirado numa experiência que Marina Abramovic levou ao MoMA (Museu de Arte Moderna). A artista sérvia esteve sentada e disponível para receber completos estranhos em silêncio durante um minuto.

## Formato
Neste formato, duas pessoas afastadas pelas circunstâncias da vida são colocadas frente-a-frente. Durante três minutos, as duas pessoas a participar na experiência social devem permanecer em silêncio e apenas podem comunicar através do olhar. No final do tempo dado devem decidir se querem ou não reatar os laços do passado.

## Audiências
| Episódios           | Rating | Share | Espetadores | Ref.        |
| ------------------- | ------ | ----- | ----------- | ----------- |
| 16 de maio de 2020  | 13.0%  | 23.4% | 1.229.000   | [ 3 ]       |
| 23 de maio de 2020  | 10.6%  | 21.0% | 1.008.000   | [ 4 ]       |
| 30 de maio de 2020  | 10.7%  | 21.7% | 1.016.000   | [ 5 ]       |
| 6 de junho de 2020  | 11.7%  | 22.0% | 1.106.000   | [ 6 ]       |
| 13 de junho de 2020 | 9.7%   | 19.1% | 913.900     | [ 7 ] [ 8 ] |